# Zshrc
Il file zshrc è uno dei file standard di configurazione presente in molti sistemi unix-like, comprese diverse distribuzioni Linux.
La shell (o prompt) Zsh utilizza di default le impostazioni contenute in questo file.
Utilizzo e ruolo di zshrc sono simili a quelli del file bash_profile rispetto alla shell Bash.

## Utilizzo
Si utilizza per configurare applicazioni e ambienti operativi, specificando all'interno le diverse configurazioni di default necessarie (ad esempio, il puntatore alla directory della home di riferimento per l'uso di un certo ambiente software e le sue estensioni e configurazioni).

## Posizione
Solitamente è posto alla posizione:
```
~/.zshrc

```

Ovvero, nella home directory dell'utente corrente.